# Championnat de Belgique de football de quatrième division 1975-1976
Navigation
saison précédente saison suivante
Le Championnat de Belgique de football D4 1975-1976 est la vingt-quatrième édition du championnat de Promotion belge en tant que 4e niveau national.
Cette édition est la deuxième et dernière au terme de laquelle un descendant supplémentaire est désigné.
Cette compétition ouvre les portes de la Division 3 à deux clubs qui n'y ont jusqu'alors jamais joué. Il s'agit de la Jong Lede, victorieuse de la série "B" et de Berverst qui gagne la série "D". Ces deux clubs ne sont en séries nationales que depuis respectivement 4 et 3 saisons. Lede émerge d'un long duel avec les cercles anversois de Putte et de Ramsel. De son côté, le "White Star" limbourgeois a davantage pris ses distances avec le Rapid Spouwen.
Les deux autres montants sont Izegem et Wavre Sport. En série "A", les Ouest-flandriens prennent le meilleur sur Harelbeke et Zwevegem..
Le « matricule 79 » gagne la série « "D » après un duel acharné avec le Stade Waremme, descendant de D3. Les deux clubs se sont rapidement détachés au classement et aucune autre formation n'a pu les gêner. Dans cette série, le tournant décisif tombe le samedi 17 avril 1976. Ce jour-là, au terme d'une rencontre dirigée par Monsieur Robert Schaut (plus tard arbitre international), Wavre bat Waremme (2-0) et prend les commandes avec un point d'avance. Il s'agissait d'une partie de la 20e journée remise en février. Les deux candidats au titre remportent ensuite leurs deux dernières rencontres et les « Macas » sont sacrés.
Comme souvent en Promotion, la lutte pour le maintien est variée. Quatre clubs ont assez rapidement compris que la relégation les attend.Denderleeuw et Ourodenberg ne finissent la série « B » qu'avance 14 et 10 points. En « D », Athus (8 points) et Vivegnis (14 points) sont vite distancés. Dans cette même poule, la Jeunesse Arlonaise est le 3e condamné. Elle finit avec sept unités de retard sur le « barragiste ».
Dans la série « C », la bagarre est épique pour savoir qui accompagne Aubel à l'étage inférieur. Sept clubs, du 8e au 15e, se tiennent sur un seul point et la survie se joue sur des détails. La décision vient du point de règlement donnant la prédominance au nombre de victoires, en cas d'égalité de points. Celui-ci permet à Brasschaat de se sauver et à Stavelot d'accrocher les "barrages", au détriment d'Opglabbeek et de Gierle.
Le tour de barrage est fatal pour Meulebeke désigné comme 13e descendant. La "Promotion" n'aura plus de tour de barrage de maintien planifié avant plus de vingt ans.

## Changement de nom
- Le 18 juin 1975, le FC Rijkevorsel (matricule 1124) change sa dénomination officielle et devient le FC Zwarte Leeuw (matricule 1124). Au terme de cette saison '75-76, le club est reconnu "Société Royale" et prend l'appellation de Koninklijke Football Club Zwarte Leeuw (K. FC Zwarte Leeuw).

## Clubs participants
Le nom des clubs est celui employé à l'époque. Les matricules renseignés en caractères gras existent encore en 2017-2018.

### Série A
| #  | Nom                                     | Mat. | Ville           | Stades           | Provinces       | En Prom depuis  | Total en Prom. | Saison précéd.                |
| -- | --------------------------------------- | ---- | --------------- | ---------------- | --------------- | --------------- | -------------- | ----------------------------- |
| 1  | Koninklijke Sport Kring Roeselare       | 134  | Roulers         | t' Motje         | Fl. occidentale | 1975-1976 (1re) | 9 saisons      | Division 3 A 16e              |
| 2  | Koninklijke Racing Club Gent            | 11   | Gand            | E. Hiel          | Fl. orientale   | 1973-1974 (3e)  | 6 saisons      | 4e Série A                    |
| 3  | Royale Union Sportive Tournaisienne     | 26   | Tournai         | Gaston Horlait   | Hainaut         | 1974-1975 (2e)  | 14 saisons     | 11e Série D                   |
| 4  | Royal Racing Club Wetteren              | 95   | Wetteren        | Wegvoeringstr.   | Fl. orientale   | 1973-1974 (3e)  | 3 saisons      | 11e Série A                   |
| 5  | Royale Union Sportive Lessinoise        | 102  | Lessines        | du Caillou Hubin | Hainaut         | 1968-1969 (8e)  | 8 saisons      | 3e Série D                    |
| 6  | Royal Sporting Club Boussu-Bois         | 167  | Boussu          | Vedette          | Hainaut         | 1967-1968 (9e)  | 12 saisons     | 8e Série D                    |
| 7  | Royal Excelsior Mouscron                | 224  | Mouscron        | Le Canonnier     | Hainaut         | 1972-1973 (4e)  | 4 saisons      | 13e Série A                   |
| 8  | Koninklijke Football Club Eeklo         | 231  | Eeklo           | De Zandvleuge    | Fl. orientale   | 1974-1975 (2e)  | 7 saisons      | 2e Série A                    |
| 9  | Royal Stade Brainois                    | 343  | Braine le Comte | ???              | Hainaut         | 1971-1972 (5e)  | 5 saisons      | 7e Série D                    |
| 10 | Koninklijke Football Club Izegem        | 935  | Izegem          | Gemeentelijk     | Fl. occidentale | 1973-1974 (3e)  | 9 saisons      | 5e Série A                    |
| 11 | Koninklijke Football Club Meulebeke     | 1255 | Meulebeke       | ???              | Fl. occidentale | 1965-1966 (11e) | 11 saisons     | 9e Série A                    |
| 12 | Voetbal Club Zwevegem Sport             | 1349 | Zwevegem        | ???              | Fl. occidentale | 1970-1971 (6e)  | 10 saisons     | 10e Série A                   |
| 13 | Koninklijke Racing Club Harelbeke       | 1615 | Harelbeke       | Forestier        | Fl. occidentale | 1974-1975 (2e)  | 2 saisons      | 6e Série A                    |
| 14 | Koninklijke Voetbal Club Deerlijk Sport | 1634 | Deerlijk        | ???              | Fl. occidentale | 1972-1973 (4e)  | 4 saisons      | 7e Série A                    |
| 15 | Eendracht Voetbal Vereniging Aalter     | 4763 | Aalter          | Gemeentelijk     | Fl. orientale   | 1973-1974 (3e)  | 4 saisons      | 12e Série A                   |
| 16 | Koninklijke Voetbal Klub Torhout        | 110  | Torhout         | Velodroom        | Fl. occidentale | 1975-1976 (1re) | 6 saisons      | montant Prov. Fl. occidentale |

#### Localisation – Série A
| \| Abréviations: · DEE = K. VC Deerlijk Sport · HAR = K. RC Harelbeke · IZE = K. FC Izegem · ZWE = VC Zwevegem Sport Aalter Eeklo Gand Wetteren Roulers Torhout IZE ZWE DEE HAR Meulebeke Mouscron Tournai Lessines Boussu Braine-le-C. \| Localisation des clubs engagés en Promotion A 1975-1976 |
| Abréviations: · DEE = K. VC Deerlijk Sport · HAR = K. RC Harelbeke · IZE = K. FC Izegem · ZWE = VC Zwevegem Sport Aalter Eeklo Gand Wetteren Roulers Torhout IZE ZWE DEE HAR Meulebeke Mouscron Tournai Lessines Boussu Braine-le-C.                                                               |

### Série B
| #  | Nom                                          | Mat. | Ville             | Stades           | Provinces     | En Prom depuis  | Total en Prom. | Saison précéd.                 |
| -- | -------------------------------------------- | ---- | ----------------- | ---------------- | ------------- | --------------- | -------------- | ------------------------------ |
| 1  | Puurs Excelsior Football Club                | 3855 | Puurs             | op de Hasselt    | Anvers        | 1975-1976 (1re) | 3 saisons      | Division 3 A 15e               |
| 2  | Football Club Denderleeuw                    | 5647 | Denderleeuw       | ???              | Fl. orientale | 1975-1976 (1re) | 4 saisons      | Division 3 A14e Barrage        |
| 3  | Koninklijke Tubantia Borgerhout Voetbal Klub | 64   | Borgerhout        | Rivierenhof      | Anvers        | 1963-1964 (13e) | 15 saisons     | 8e Série C                     |
| 4  | Koninklijke Daring Club Leuven               | 223  | Kessel-Lo         | Koning Boudewijn | Brabant       | 1970-1971 (6e)  | 9 saisons      | 2e Série D                     |
| 5  | Koninklijke Football Club Duffel             | 284  | Duffel            | ???              | Anvers        | 1962-1963 (14e) | 17 saisons     | 3e Série C                     |
| 6  | Koninklijke Ramsel Football Club             | 436  | Ramsel            | ???              | Anvers        | 1973-1974 (3e)  | 3 saisons      | 10e Série C                    |
| 7  | Royal Sporting Club Union & Progrès Jette    | 474  | Jette             | Complexe Expo    | Brabant       | 1964-1965 (12e) | 16 saisons     | 8e Série A                     |
| 8  | Koninklijke Olympia Sporting Club Wijgmaal   | 1349 | Wijgmaal          | ???              | Brabant       | 1969-1970 (7e)  | 8 saisons      | 12e Série D                    |
| 9  | Koninklijke Football Club Putte              | 1874 | Putte             | ???              | Anvers        | 1972-1973 (4e)  | 4 saisons      | 7e Série C                     |
| 10 | Football Club Heist Sportief                 | 2948 | Heist-op-den-Berg | ???              | Anvers        | 1968-1969 (8e)  | 16 saisons     | 2e Série C                     |
| 11 | Ourodenberg Sport                            | 3587 | Aarschot          | ???              | Brabant       | 1974-1975 (2e)  | 2 saisons      | 9e Série D                     |
| 12 | Voetbal Club Jong Lede                       | 3957 | Lede              | ???              | Fl. orientale | 1972-1973 (4e)  | 4 saisons      | 3e Série A                     |
| 13 | Football Club Olympia Haacht                 | 5170 | Haacht            | ???              | Brabant       | 1974-1975 (2e)  | 2 saisons      | 6e Série D                     |
| 14 | Koninklijke Sport Kring Halle                | 87   | Hal               | Lamme Guiche     | Brabant       | 1975-1976 (1re) | 3 saisons      | montant Prov. de Brabant       |
| 15 | Voetbal Klub Ninove                          | 2373 | Ninove            | De Kloppers      | Fl. orientale | 1975-1976 (1re) | 11 saisons     | montant Prov. de Fl. orientale |
| 16 | Football Club Liedekerke                     | 3007 | Liedekerke        | De Heuvelkouter  | Brabant       | 1975-1976 (1re) | 3 saisons      | montant Prov. de Brabant       |

#### Localisation – Série B
| \| Abréviations: · DEN = FC Denderleeuw · LIE = FC Liedekerke · SCUP = R. SCUP Jette Lede DEN Ninove Puurs Tubantia Putte Ramsel Duffel Heist Ourodenberg Haacht Wijgmaal Louvain SCUP LIE Hal \| Localisation des clubs engagés en Promotion B 1975-1976 |
| Abréviations: · DEN = FC Denderleeuw · LIE = FC Liedekerke · SCUP = R. SCUP Jette Lede DEN Ninove Puurs Tubantia Putte Ramsel Duffel Heist Ourodenberg Haacht Wijgmaal Louvain SCUP LIE Hal                                                               |

### Série C
| #  | Nom                                                | Mat. | Ville       | Stades           | Provinces | En Prom depuis  | Total en Prom. | Saison précéd.            |
| -- | -------------------------------------------------- | ---- | ----------- | ---------------- | --------- | --------------- | -------------- | ------------------------- |
| 1  | Koninklijke Helzold Football Club Zolder           | 1488 | Zolder      | Helzold          | Limbourg  | 1975-1976 (1re) | 16 saisons     | Division 3 B 16e          |
| 2  | Royal Cercle Sportif Verviétois                    | 8    | Verviers    | de Bielmont      | Liège     | 1974-1975 (2e)  | 2 saisons      | 7e Série B                |
| 3  | Royal Club Sportif Stavelotain                     | 126  | Stavelot    | Pré-Messire      | Liège     | 1972-1973 (4e)  | 4 saisons      | 8e Série B                |
| 4  | Football Club Zwarte Leeuw                         | 1124 | Rijkevorsel | Helhoekweg       | Anvers    | 1974-1975 (2e)  | 2 saisons      | 6e Série B                |
| 5  | Voetbal Club Westerlo                              | 2024 | Westerlo    | ???              | Anvers    | 1971-1972 (5e)  | 7 saisons      | 3e Série B                |
| 6  | Sport Vermaak Mol                                  | 2053 | Mol         | Georges Claes    | Anvers    | 1973-1974 (3e)  | 3 saisons      | 11e Série B               |
| 7  | Football Club Verbroedering Meerhout               | 2169 | Meerhout    | Weversberg       | Anvers    | 1967-1968 (9e)  | 9 saisons      | 9e Série B                |
| 8  | Hoogstraten Voetbal Vereniging                     | 2366 | Hoogstraten | Seminarie        | Anvers    | 1964-1965 (12e) | 12 saisons     | 5e Série B                |
| 9  | White Star Beverst                                 | 2727 | Beverst     | Zonhoevestraat   | Limbourg  | 1973-1974 (3e)  | 3 saisons      | 2e Série B                |
| 10 | Royal Aubel Football Club                          | 2816 | Aubel       | Plaine communale | Liège     | 1972-1973 (4e)  | 4 saisons      | 13e Série B               |
| 11 | Kabouters Opglabbeek                               | 3178 | Opglabbeek  | Kabouters        | Limbourg  | 1974-1975 (2e)  | 2 saisons      | 10e Série B               |
| 12 | Rapid Spouwen                                      | 5775 | Spouwen     | Riemstersteenweg | Limbourg  | 1974-1975 (2e)  | 2 saisons      | 12e Série B               |
| 13 | Koninklijke Amical Club & Verbroedering Brasschaat | 228  | Brasschaat  | Louis De Winter  | Anvers    | 1975-1976 (1re) | 10 saisons     | montant Prov. d'Anvers    |
| 14 | Royal Football Club Union La Calamine              | 526  | La Calamine | Prince Philippe  | Liège     | 1975-1976 (1re) | 4 saisons      | montant Prov. de Liège    |
| 15 | Voetbal Club Gierle                                | 2813 | Gierle      | ???              | Anvers    | 1975-1976 (1re) | 1 saison       | montant Prov. d'Anvers    |
| 16 | Vlijtingen Vlug en Vrij                            | 5776 | Vlijtingen  | Allewij          | Limbourg  | 1975-1976 (1re) | 1 saison       | montant Prov. de Limbourg |

#### Localisation – Série C
| \| Brasschaat Mol Westerlo Hoogstraten Zw. Leeuw Gierle Meerhout Opglabbeek Helzold Spouwen Vlijtingen Beverst Aubel La Calamine Stavelot Verviers \| Localisation des clubs engagés en Promotion C 1975-1976 |
| Brasschaat Mol Westerlo Hoogstraten Zw. Leeuw Gierle Meerhout Opglabbeek Helzold Spouwen Vlijtingen Beverst Aubel La Calamine Stavelot Verviers                                                               |

### Série D
| #  | Nom                                              | Mat. | Ville      | Stades             | Provinces  | En Prom depuis  | Total en Prom. | Saison précéd.              |
| -- | ------------------------------------------------ | ---- | ---------- | ------------------ | ---------- | --------------- | -------------- | --------------------------- |
| 1  | Royal Stade Waremmien Football Club              | 90   | Waremme    | Edmond Leburton    | Liège      | 1975-1976 (1re) | 9 saisons      | Division 3 B 15e            |
| 2  | Association Sportive Herstalienne Société Royale | 82   | Herstal    | Pré Wigy           | Liège      | 1974-1975 (2e)  | 13 saisons     | 9e Série C                  |
| 3  | Royale Union Hutoise Football Club               | 76   | Huy        | de la Croix-Rouge  | Liège      | 1973-1974 (3e)  | 18 saisons     | 4e Série C                  |
| 4  | Royal Racing Football Club Montegnée             | 77   | Montegnée  | Joseph Vanstraelen | Liège      | 1970-1971 (6e)  | 8 saisons      | 12e Série C                 |
| 5  | Royal Wavre Sport                                | 79   | Wavre      | ???                | Brabant    | 1972-1973 (4e)  | 9 saisons      | 5e Série D                  |
| 6  | Royale Jeunesse Arlonaise                        | 143  | Arlon      | Beau Site          | Luxembourg | 1973-1974 (3e)  | 16 saisons     | 10e Série D                 |
| 7  | Royal Football Club Hannutois                    | 215  | Hannut     | Ducarme            | Liège      | 1974-1975 (2e)  | 2 saisons      | 5e Série C                  |
| 8  | Royal Sporting Club Athusien                     | 254  | Athus      | rue de France      | Luxembourg | 1974-1975 (2e)  | 15 saisons     | 13e SérieD                  |
| 9  | Royale Association Marchiennoise des Sports      | 278  | Marchienne | Communal           | Hainaut    | 1974-1975 (2e)  | 13 saisons     | 4e Série D                  |
| 10 | Royale Alliance Melen-Micheroux                  | 1249 | Melen      | ???                | Liège      | 1969-1970 (7e)  | 11 saisons     | 4e Série B                  |
| 11 | Royal Dinant Football Club                       | 1657 | Dinant     | Citadelle          | Namur      | 1974-1975 (2e)  | 10 saisons     | 11e Série C                 |
| 12 | Union Basse-Sambre Auvelais                      | 4290 | Auvelais   | Pont-à-Biesmes     | Namur      | 1972-1973 (4e)  | 8 saisons      | 6e Série C                  |
| 13 | Royal Excelsior Virton                           | 200  | Virton     | Yvan Georges       | Luxembourg | 1975-1976 (1re) | 12 saisons     | montant Prov. de Luxembourg |
| 14 | Royal Gembloux Sport                             | 2235 | Gembloux   | Communal           | Namur      | 1975-1976 (1re) | 1 saison       | montant Prov. de Namur      |
| 15 | Football Club Farciennes                         | 4776 | Farciennes | des Marais         | Hainaut    | 1975-1976 (1re) | 6 saisons      | montant Prov. de Hainaut    |
| 16 | Jeunesse Sportive Vivegnis                       | 5480 | Vivegnis   | derrière les Haies | Liège      | 1975-1976 (1re) | 1 saison       | montant Prov. de Liège      |

#### Localisation – Série D
| \| Abréviations: · ASH = AS Herstalienne SUR · MON = R. Racing FC Montegnée · FAR = FC Farciennes Waremme Hannut Marchienne FAR Wavre Melen ASH MON Vivegnis Gembloux Auvelais Huy Dinant Arlon Athus Virton \| Localisation des clubs engagés en Promotion D 1975-1976 |
| Abréviations: · ASH = AS Herstalienne SUR · MON = R. Racing FC Montegnée · FAR = FC Farciennes Waremme Hannut Marchienne FAR Wavre Melen ASH MON Vivegnis Gembloux Auvelais Huy Dinant Arlon Athus Virton                                                               |

## Classements & Résultats
- Le nom des clubs est celui employé à l'époque

Légende
- Clubs champions et promus en Division 3 la saison suivante
- Clubs relégués en Première provinciale la saison suivante

Abréviations
 : Clubs relégués de « Division 3 » depuis la saison précédente 
: Clubs promus de Première provinciale depuis la saison précédente

### Classement final - Série A
| Rang | Équipe                | Pts | J  | G  | N  | P  | Bp | Bc | Diff |
| ---- | --------------------- | --- | -- | -- | -- | -- | -- | -- | ---- |
| 1    | K. FC IZEGEM          | 46  | 30 | 20 | 6  | 4  | 69 | 21 | +48  |
| 2    | K. RC Harelbeke       | 40  | 30 | 14 | 12 | 4  | 45 | 22 | +23  |
| 3    | VC Zwevegem Sport     | 39  | 30 | 15 | 9  | 6  | 44 | 21 | +23  |
| 4    | K. FC Eeklo           | 33  | 30 | 12 | 9  | 9  | 40 | 29 | +11  |
| 5    | R. RC Gent            | 32  | 30 | 12 | 8  | 10 | 43 | 37 | +6   |
| 6    | R. RC Wetteren        | 31  | 30 | 11 | 9  | 10 | 38 | 38 | 0    |
| 7    | K. VK Torhout         | 31  | 30 | 9  | 13 | 8  | 36 | 36 | 0    |
| 8    | R. US Tournaisienne   | 29  | 30 | 12 | 5  | 13 | 30 | 41 | -11  |
| 9    | R. Stade Brainois     | 28  | 30 | 10 | 8  | 12 | 34 | 43 | -9   |
| 10   | K. SK Roeselare       | 27  | 30 | 12 | 3  | 15 | 37 | 46 | -9   |
| 11   | K. VC Deerlijk Sport  | 27  | 30 | 9  | 9  | 12 | 37 | 40 | -3   |
| 12   | R. US Lessinoise      | 26  | 30 | 9  | 8  | 13 | 43 | 48 | -5   |
| 13   | K. FC Meulebeke       | 25  | 30 | 8  | 9  | 13 | 43 | 48 | -5   |
| 14   | Eendracht VV Aalter   | 24  | 30 | 7  | 10 | 13 | 35 | 52 | -17  |
| 15   | R. Excelsior Mouscron | 23  | 30 | 6  | 11 | 13 | 33 | 49 | -16  |
| 16   | R. SC Boussu-Bois     | 19  | 30 | 8  | 3  | 19 | 28 | 62 | -34  |

#### Résultats des rencontres – Série A
| Résultats (▼dom., ►ext.)                                   | AAL | BOU | BRA | DEE | UST | EEK | RCG | HAR | IZE | LES | MEU | MOU | ROE | TOR  | WET | ZWE |
| Eendracht VV Aalter                                        |     | 2-0 | 2-2 | 3-1 | 3-0 | 0-0 | 1-1 | 0-4 | 0-7 | 3-3 | 1-0 | 1-1 | 4-0 | 0-1  | 0-2 | 1-4 |
| R. SC Boussu-Bois                                          | 2-2 |     | 0-0 | 2-0 | 0-1 | 2-3 | 0-2 | 0-0 | 0-6 | 1-2 | 2-0 | 3-2 | 3-1 | 2-1  | 0-3 | 1-0 |
| R. Stade Brainois                                          | 2-2 | 1-4 |     | 1-2 | 3-0 | 2-1 | 2-6 | 1-0 | 0-2 | 2-1 | 1-2 | 0-0 | 3-1 | 2-0  | 3-0 | 1-1 |
| K. VC Deerlijk Sport                                       | 3-0 | 2-0 | 0-1 |     | 2-2 | 1-1 | 3-0 | 2-2 | 1-0 | 3-3 | 1-3 | 0-1 | 3-2 | 0-0  | 1-3 | 0-2 |
| R. US Tournaisienne                                        | 2-2 | 3-1 | 1-0 | 0-1 |     | 1-0 | 1-2 | 2-1 | 0-1 | 1-1 | 1-0 | 5-1 | 1-0 | 1-2  | 1-0 | 0-6 |
| K. FC Eeklo                                                | 3-0 | 1-0 | 1-0 | 2-1 | 3-0 |     | 0-1 | 0-0 | 2-0 | 0-1 | 1-1 | 3-1 | 1-0 | 2-2  | 0-0 | 0-2 |
| R. RC Gent                                                 | 2-1 | 5-0 | 1-1 | 0-2 | 0-1 | 1-3 |     | 0-1 | 0-0 | 0-0 | 0-2 | 1-1 | 1-1 | 2-0  | 2-1 | 1-0 |
| K. RC Harelbeke                                            | 4-1 | 2-0 | 2-1 | 1-0 | 1-0 | 1-0 | 2-1 |     | 1-1 | 6-0 | 3-1 | 1-1 | 3-0 | 3-3  | 1-0 | 0-0 |
| K. FC Izegem                                               | 1-2 | 4-1 | 7-0 | 4-3 | 2-0 | 2-1 | 2-0 | 1-1 |     | 3-0 | 2-3 | 4-1 | 0-0 | 0-0  | 4-0 | 3-1 |
| R. US Lessinoise                                           | 0-1 | 3-1 | 0-0 | 1-1 | 0-0 | 3-2 | 3-4 | 1-2 | 2-3 |     | 1-2 | 2-1 | 2-0 | 2-1  | 4-0 | 0-1 |
| K. FC Meulebeke                                            | 0-0 | 3-0 | 0-1 | 1-1 | 1-2 | 0-2 | 3-0 | 1-1 | 0-2 | 0-3 |     | 2-2 | 0-2 | 1- 2 | 0-2 | 3-1 |
| R. Excelsior Mouscron                                      | 2-1 | 0-1 | 0-1 | 1-1 | 0-1 | 1-1 | 2-2 | 3-1 | 1-3 | 3-2 | 2-2 |     | 2-1 | 1-1  | 1-1 | 0-1 |
| K. SK Roeselare                                            | 2-1 | 3-0 | 3-1 | 3-1 | 2-1 | 2-0 | 2-5 | 1-0 | 0-1 | 3-2 | 0-0 | 1-2 |     | 0-2  | 2-1 | 1-3 |
| K. VK Torhout                                              | 1-0 | 2-1 | 3-2 | 1-0 | 2-2 | 1-1 | 0-2 | 1-1 | 0-1 | 1-1 | 1-1 | 2-0 | 0-1 |      | 3-3 | 1-1 |
| R. RC Wetteren                                             | 2-1 | 3-1 | 0-0 | 0-1 | 3-0 | 1-4 | 2-1 | 0-0 | 1-1 | 2-0 | 1-1 | 2 0 | 2-1 | 1-1  |     | 2-2 |
| VC Zwevegem Sport                                          | 0-0 | 5-0 | 1-0 | 0-0 | 1-0 | 2-2 | 0-0 | 0-0 | 0-2 | 1-0 | 2-0 | 2-0 | 1-2 | 2-1  | 2-0 |     |
| - Victoire à domicile - Match nul - Victoire à l'extérieur |     |     |     |     |     |     |     |     |     |     |     |     |     |      |     |     |

### Classement final - Série B
| Rang | Équipe                    | Pts | J  | G  | N  | P  | Bp | Bc | Diff |
| ---- | ------------------------- | --- | -- | -- | -- | -- | -- | -- | ---- |
| 1    | VC JONG LEDE              | 41  | 30 | 16 | 9  | 5  | 56 | 31 | +25  |
| 2    | K. FC Putte               | 38  | 30 | 14 | 10 | 6  | 48 | 26 | +22  |
| 3    | K. Ramsel FC              | 36  | 30 | 11 | 14 | 5  | 50 | 31 | +19  |
| 4    | K. Daring Club Leuven     | 35  | 30 | 12 | 11 | 7  | 39 | 32 | +7   |
| 5    | K. SK Halle               | 34  | 30 | 11 | 12 | 7  | 44 | 39 | +5   |
| 6    | K. Olympia SC Wijgmaal    | 33  | 30 | 13 | 7  | 10 | 37 | 29 | +8   |
| 7    | Puurs Excelsior FC        | 33  | 30 | 11 | 11 | 8  | 47 | 35 | +12  |
| 8    | VK Ninove                 | 33  | 30 | 10 | 13 | 7  | 51 | 37 | +14  |
| 9    | K. FC Duffel              | 32  | 30 | 12 | 8  | 10 | 37 | 41 | -4   |
| 10   | FC Liedekerke             | 31  | 30 | 11 | 9  | 10 | 31 | 29 | +2   |
| 11   | K. Tubantia Borgerhout FC | 30  | 30 | 7  | 16 | 7  | 31 | 29 | +2   |
| 12   | FC Heist Sportief         | 28  | 30 | 7  | 14 | 9  | 37 | 36 | +1   |
| 13   | Olympia FC Haacht         | 26  | 30 | 9  | 8  | 13 | 34 | 41 | -7   |
| 14   | R. SCUP Jette             | 24  | 30 | 10 | 4  | 16 | 34 | 50 | -16  |
| 15   | FC Denderleeuw            | 16  | 30 | 5  | 6  | 19 | 29 | 66 | -37  |
| 16   | Ourodenberg Sport         | 10  | 30 | 2  | 6  | 22 | 18 | 71 | -53  |

### Classement final - Série C
| Rang | Équipe                        | Pts | J  | G  | N  | P  | Bp | Bc | Diff |
| ---- | ----------------------------- | --- | -- | -- | -- | -- | -- | -- | ---- |
| 1    | WHITE STAR BEVERST            | 46  | 30 | 18 | 10 | 2  | 54 | 20 | +34  |
| 2    | Rapid Spouwen                 | 39  | 30 | 16 | 7  | 7  | 38 | 28 | +10  |
| 3    | FC Zwarte Leeuw               | 37  | 30 | 14 | 9  | 7  | 34 | 18 | +16  |
| 4    | Hoogstraten VV                | 32  | 30 | 9  | 14 | 7  | 31 | 35 | -4   |
| 5    | Vlijtingen V&V                | 31  | 30 | 11 | 9  | 10 | 42 | 34 | +8   |
| 6    | FC Verbroedering Meerhout     | 31  | 30 | 10 | 11 | 9  | 32 | 31 | +1   |
| 7    | R. CS Verviétois              | 30  | 30 | 11 | 8  | 11 | 44 | 35 | +9   |
| 8    | Sport Vermaakt Mol            | 27  | 30 | 11 | 5  | 14 | 41 | 35 | +6   |
| 9    | VC Westerlo                   | 27  | 30 | 8  | 11 | 11 | 30 | 36 | -6   |
| 10   | R. FC Union La Calamine       | 27  | 30 | 8  | 11 | 11 | 28 | 36 | -8   |
| 11   | K. Helzold FC Zolder          | 27  | 30 | 6  | 15 | 9  | 22 | 29 | -7   |
| 12   | K. Am. & Verb. Cl. Brasschaat | 26  | 30 | 11 | 4  | 15 | 27 | 31 | -4   |
| 13   | R. CS Stavelotain             | 26  | 30 | 10 | 6  | 14 | 29 | 41 | -12  |
| 14   | Kabouters Opglabbeek          | 26  | 30 | 9  | 8  | 13 | 35 | 44 | -9   |
| 15   | VC Gierle                     | 26  | 30 | 9  | 8  | 13 | 26 | 39 | -13  |
| 16   | R. Aubel FC                   | 22  | 30 | 8  | 6  | 16 | 36 | 57 | -21  |

#### Résultats des rencontres – Série C
| Résultats (▼dom., ►ext.)                                   | AUB | BEV | BRA | GIE | HEL | HOO | CAL | MEE | MOL | OPG | SPO | STA | VER | VLI | WES | ZWA |
| R. Aubel FC                                                |     | 0-4 | 1-0 | 5-0 | 1-2 | 7-2 | 1-2 | 1-2 | 1-0 | 1-0 | 1-2 | 0-2 | 1-0 | 0-2 | 1-3 | 0-0 |
| White Star Beverst                                         | 6-0 |     | 3-0 | 1-0 | 2-1 | 1-1 | 3-0 | 1-0 | 1-1 | 1-2 | 0-2 | 1-0 | 3-0 | 1-0 | 3-3 | 1-0 |
| K. AC & Verbr. Brasschaat                                  | 2-0 | 0-2 |     | 0-0 | 2-0 | 0-0 | 1-0 | 1-1 | 3-1 | 1-0 | 0-1 | 0-1 | 1-3 | 0-3 | 2-0 | 0-1 |
| VC Gierle                                                  | 4-2 | 0-1 | 1-3 |     | 1-1 | 1-3 | 2-1 | 1-0 | 1-0 | 1-1 | 1-0 | 1-2 | 2-0 | 0-1 | 0-4 | 1-3 |
| K. Helzold FC Zolder                                       | 0-0 | 0-1 | 2-1 | 0-0 |     | 1-0 | 0-0 | 1-2 | 1-0 | 1-2 | 3-0 | 1-1 | 1-3 | 1-1 | 0-0 | 1-0 |
| Hoogstraten VV                                             | 1-1 | 1-1 | 1-3 | 0-1 | 2-0 |     | 2-1 | 1-1 | 0-0 | 3-2 | 0-0 | 1-0 | 0-3 | 2-2 | 1-1 | 0-2 |
| R. FC Union La Calamine                                    | 2-1 | 1-1 | 1-0 | 0-2 | 1-1 | 1-1 |     | 2-2 | 1-1 | 0-1 | 1-1 | 2-1 | 1-2 | 2-1 | 0-0 | 0-2 |
| FC Verbroedering Meerhout                                  | 4-2 | 1-1 | 1-0 | 0-2 | 0-0 | 1-0 | 1-2 |     | 1-0 | 5-1 | 0-2 | 2-0 | 0-0 | 0-0 | 1-3 | 1-0 |
| Sport Vermaak Mol                                          | 1-0 | 2-3 | 0-1 | 1-0 | 3-0 | 0-1 | 2-3 | 1-1 |     | 3-2 | 1-2 | 5-1 | 2-0 | 3-1 | 2-0 | 2-0 |
| Kabouters Opglabbeek                                       | 2-3 | 1-1 | 1-0 | 2-1 | 0-0 | 0-0 | 0-1 | 1-1 | 0-5 |     | 0-0 | 2-1 | 5-2 | 4-0 | 2-1 | 0-0 |
| Rapid Spouwen                                              | 4-1 | 2-2 | 2-1 | 1-1 | 1-1 | 0-1 | 2-1 | 1-0 | 1-0 | 3-2 |     | 0-3 | 1-0 | 1-0 | 0-1 | 3-1 |
| R.CS Stavelotain                                           | 2-2 | 0-3 | 0-0 | 2-2 | 2-0 | 0-1 | 1-0 | 0-0 | 1-1 | 2-1 | 0-2 |     | 0-3 | 3-2 | 2-0 | 0-2 |
| R. CS Verviétois                                           | 6-0 | 1-1 | 2-1 | 3-0 | 0-0 | 2-2 | 2-0 | 1-1 | 3-1 | 2-0 | 1-3 | 0-1 |     | 3-3 | 1-2 | 1-1 |
| Vlijtingen V&V                                             | 1-2 | 1-1 | 3-1 | 2-0 | 1-1 | 1-2 | 0-0 | 3-1 | 3-0 | 1-0 | 3-1 | 3-0 | 0-0 |     | 2-1 | 1-1 |
| VC Westerlo                                                | 0-0 | 0-3 | 0-2 | 0-0 | 0-0 | 2-2 | 2-2 | 0-1 | 2-3 | 1-1 | 0-0 | 2-1 | 1-0 | 1-0 |     | 0-3 |
| FC Zwarte Leeuw                                            | 1-1 | 0-1 | 0-1 | 0-0 | 2-2 | 0-0 | 0-0 | 3-1 | 1-0 | 3-0 | 2-0 | 1-2 | 1-0 | 2-1 | 1-0 |     |
| - Victoire à domicile - Match nul - Victoire à l'extérieur |     |     |     |     |     |     |     |     |     |     |     |     |     |     |     |     |

### Classement final - Série D
| Rang | Équipe                           | Pts | J  | G  | N  | P  | Bp | Bc | Diff |
| ---- | -------------------------------- | --- | -- | -- | -- | -- | -- | -- | ---- |
| 1    | R. WAVRE SPORTS                  | 48  | 30 | 21 | 6  | 3  | 59 | 18 | +41  |
| 2    | R. Stade Waremmien FC            | 47  | 30 | 18 | 11 | 1  | 60 | 22 | +38  |
| 3    | R. Dinant FC                     | 38  | 30 | 15 | 8  | 7  | 75 | 47 | +28  |
| 4    | R. FC Hannutois                  | 37  | 30 | 14 | 9  | 7  | 53 | 26 | +27  |
| 5    | R. Ass. Marchiennoise des Sports | 34  | 30 | 14 | 6  | 10 | 54 | 27 | +27  |
| 6    | FC Farciennes                    | 34  | 30 | 14 | 6  | 10 | 43 | 28 | +15  |
| 7    | R. Excelsior Virton              | 32  | 30 | 12 | 8  | 10 | 47 | 45 | +2   |
| 8    | R. Union Hutoise FC              | 30  | 30 | 11 | 8  | 11 | 30 | 27 | +3   |
| 9    | Union Basse-Sambre Auvelais      | 30  | 30 | 10 | 10 | 10 | 40 | 42 | -2   |
| 10   | AS Herstalienne SR               | 28  | 30 | 11 | 6  | 13 | 41 | 46 | -5   |
| 11   | Gembloux Sport                   | 28  | 30 | 10 | 8  | 12 | 35 | 34 | +1   |
| 12   | R. Racing FC Montegnée           | 27  | 30 | 10 | 7  | 13 | 33 | 40 | -7   |
| 13   | R. Alliance Mélen-Micheroux      | 26  | 30 | 11 | 4  | 15 | 42 | 51 | -9   |
| 14   | R. Jeunesse Arlonaise            | 19  | 30 | 8  | 3  | 19 | 31 | 61 | -30  |
| 15   | JS Vivegnis                      | 14  | 30 | 7  | 0  | 23 | 37 | 88 | -51  |
| 16   | R. SC Athusien                   | 8   | 30 | 3  | 2  | 25 | 17 | 95 | -78  |

#### Résultats des rencontres – Série D
| Résultats (▼dom., ►ext.)                                   | RJA | ATH | UBS | DIN | FAR | GEM | HAN | ASH | HUT | MAR | M-M | MON | VIR | JSV | WAR | WAV |
| R. Jeunesse Arlonaise                                      |     | 1-0 | 1-2 | 2-0 | 0-1 | 2-0 | 3-3 | 0-2 | 0-0 | 0-2 | 2-0 | 2-1 | 2-1 | 1-2 | 1-4 | 2-3 |
| R. SC Athusien                                             | 2-0 |     | 0-0 | 1-6 | 0-2 | 0-3 | 0-5 | 4-1 | 0-2 | 2-7 | 0-3 | 0-1 | 1-1 | 2-1 | 0-5 | 1-3 |
| UBS Auvelais                                               | 1-0 | 5-0 |     | 0-3 | 0-2 | 3-1 | 1-1 | 1-5 | 0-0 | 1-0 | 2-2 | 1-1 | 3-2 | 3-2 | 1-1 | 0-3 |
| R. Dinant FC                                               | 7-2 | 6-1 | 3-2 |     | 1-4 | 1-1 | 2-0 | 3-4 | 2-2 | 3-0 | 4-3 | 2-1 | 3-3 | 8-4 | 1-1 | 2-2 |
| FC Farcinennois                                            | 1-0 | 2-0 | 0-1 | 0-0 |     | 0-0 | 1-3 | 2-1 | 0-0 | 0-1 | 1-1 | 2-0 | 4-2 | 6-1 | 1-1 | 1-0 |
| R. Gembloux Sport                                          | 2-0 | 3-0 | 0-1 | 0-4 | 1-0 |     | 1-1 | 0-1 | 0-0 | 1-1 | 3-1 | 2-0 | 0-2 | 2-0 | 0-2 | 1-1 |
| R. FC Hannutois                                            | 7-1 | 3-1 | 1-0 | 1-1 | 1-0 | 1-2 |     | 1-1 | 0-1 | 2-2 | 1-0 | 1-0 | 4-0 | 5-0 | 0-0 | 1-2 |
| AS Herstalienne SR                                         | 3-0 | 5-1 | 1-0 | 1-2 | 3-2 | 1-1 | 1-4 |     | 1-2 | 0-0 | 0-1 | 1-0 | 1-3 | 1-2 | 1-6 | 0-0 |
| R. Union Hutoise FC                                        | 1-2 | 3-0 | 0-0 | 1-0 | 0-1 | 2-1 | 0-0 | 0-1 |     | 1-3 | 1-0 | 0-0 | 3-1 | 2-0 | 0-1 | 0-1 |
| R. A. Marchiennoise des Sp.                                | 1-2 | 7-0 | 0-0 | 2-0 | 3-1 | 1-3 | 0-0 | 4-1 | 1-2 |     | 3-0 | 2-0 | 1-0 | 6-0 | 2-3 | 0-1 |
| R. All. Melen-Micheroux                                    | 2-1 | 5-0 | 2-2 | 0-1 | 0-5 | 1-0 | 1-0 | 4-1 | 2-1 | 1-2 |     | 3-2 | 1-1 | 2-1 | 3-4 | 0-1 |
| R. Racing FC Montegnée                                     | 2-2 | 2-1 | 1-1 | 3-2 | 2-0 | 2-1 | 0-2 | 2-0 | 2-0 | 1-0 | 0-1 |     | 1-2 | 3-2 | 1-1 | 1-0 |
| R. Excelsior Virton                                        | 2-0 | 2-0 | 3-1 | 0-2 | 1-1 | 2-0 | 0-2 | 0-0 | 2-1 | 0-3 | 3-1 | 1-1 |     | 6-0 | 1-1 | 1-5 |
| JS Vivegnis                                                | 2-1 | 4-0 | 0-7 | 1-3 | 1-2 | 1-4 | 1-3 | 0-3 | 2-3 | 0-1 | 3-1 | 3-1 | 3-2 |     | 0-1 | 0-4 |
| R. Stade Waremmien FC                                      | 5-1 | 3-0 | 4-1 | 3-1 | 2-0 | 1-1 | 2-0 | 1-0 | 1-0 | 0-0 | 3-1 | 1-1 | 1-1 | 2-1 |     | 0-0 |
| R. Wavre Sports                                            | 2-0 | 4-0 | 3-0 | 2-2 | 2-1 | 2-1 | 2-0 | 0-0 | 3-2 | 1-0 | 3-0 | 4-1 | 0-1 | 3-0 | 2-0 |     |
| - Victoire à domicile - Match nul - Victoire à l'extérieur |     |     |     |     |     |     |     |     |     |     |     |     |     |     |     |     |

## Tournoi pour désigner le Champion de Promotion
Le mini-tournoi organisé pour désigner le « Champion de Promotion » se déroule en deux phases. Les quatre champions s'affrontent lors de « demi-finales aller/retour ». Selon le règlement de l'époque, ni la différence de buts, ni les buts inscrits en déplacement ne sont prépondérants. Si chaque équipe remporte une manche, un barrage est organisé. La finale est prévue en une manche avec un « replay » en cas d'égalité. L'ordre des rencontres est désigné par un tirage au sort.
| Dates                 | Domicile           | Déplacement        | Résultat 90 min | Résultat 120 min | Remarques      |
| --------------------- | ------------------ | ------------------ | --------------- | ---------------- | -------------- |
| 16 mai 1976           | K. FC Izegem       | VC Jong Lede       | 1-0             |                  |                |
| 23 mai 1976           | VC Jong Lede       | K. FC Izegem       | 1-1             |                  |                |
| 16 mai 1976           | White Star Beverst | R. Wavre Sport     | 2-2             |                  |                |
| 23 mai 1976           | R. Wavre Sport     | White Star Beverst | 6-3             |                  |                |
| 30 mai 1976           | K. FC Izegem       | R. Wavre Sport     | 6-0             |                  | Terrain neutre |
| K. FC Izegem champion |                    |                    |                 |                  |                |

Précisons que ce mini-tournoi n'a qu'une valeur honorifique et n'influe pas sur la montée. Les quatre champions de série sont promus.

## Tour final des2eclassés
Afin de désigner un 5e montant éventuel, voire davantage, les équipes ayant terminé à la deuxième place de leur série s'affrontent en un mini-championnat. Chaque club rencontre une seule fois chacun de ses adversaires. Ce tournoi est joué du 16 mai 1976 au 30 mai 1976.
| Résultats (▼dom., ►ext.)                                   | HAR | PUT | SPO | WAR |
| K. RC Harelbeke                                            |     | 3-2 | 2-1 |     |
| K. FC Putte                                                |     |     |     | 0-0 |
| Rapid Spouwen                                              |     | 2-3 |     |     |
| R. Stade Waremmien FC                                      | 1-0 |     | 1-2 |     |
| - Victoire à domicile - Match nul - Victoire à l'extérieur |     |     |     |     |

| Rang | Équipe                | Pts | J | G | N | P | Bp | Bc | Diff |
| ---- | --------------------- | --- | - | - | - | - | -- | -- | ---- |
| 1    | K. RC Harelbeke       | 4   | 3 | 2 | 0 | 1 | 5  | 4  | +1   |
| 2    | Rapid Spouwen         | 4   | 3 | 2 | 0 | 1 | 6  | 5  | +1   |
| 3    | R. Stade Waremmien FC | 3   | 3 | 1 | 1 | 1 | 2  | 2  | 0    |
| 4    | K. FC Putte           | 1   | 3 | 0 | 1 | 2 | 4  | 6  | -2   |

Le K. RC Harelbeke (qui a battu Spouwen dans la confrontation directe) gagne cette compétition mais aucune place ne se libère dans les étages supérieurs.

## Tour de barrage pour désigner le13edescendant
À la suite de la création de la Ligue professionnelle (en 1974) et du passage temporaire de la Division 1 à 20 clubs, suivi de sa réduction à 19 clubs (en 1975) et enfin à 18 clubs, à la fin de la présente saison, chaque niveau inférieur (D2, D3 et Promotion) doit reléguer une équipe supplémentaire.
L'équipe qui termine à la quatrième place de ce barrage est contrainte de rejoindre les séries provinciales.
Contrairement à la saison précédente, cette compétition ne fait pas l'objet d'un mini-championnat mais de rencontres à élimination directe. Deux "demi-finales" sont jouées en matchs aller/retour, puis la rencontre décisive est disputée sur terrain neutre. L'ordre des rencontres est désigné par un tirage au sort.
| Dates                   | Domicile                | Déplacement             | Résultat 90 min | Résultat 120 min | Remarques                     |
| ----------------------- | ----------------------- | ----------------------- | --------------- | ---------------- | ----------------------------- |
| 16 mai 1976             | K. FC Meulebeke         | R. CS Stavelotain       | 0-2             |                  |                               |
| 23 mai 1976             | R. CS Stavelotain       | K. FC Meulebeke         | 0-0             |                  | Stavelot assure son maintien. |
| 16 mai 1976             | R. All. Melen-Micheroux | Olympia FC Haacht       | 2-3             |                  |                               |
| 23 mai 1976             | Olympia FC Haacht       | R. All. Melen-Micheroux | 2-1             |                  | Haacht assure son maintien.   |
| 30 mai 1976             | K. FC Meulebeke         | R. All. Melen-Micheroux | 0-1             |                  | Terrain du K. FC Duffel       |
| K. FC Meulebele relégué |                         |                         |                 |                  |                               |

## Récapitulatif de la saison
- Champion A: K. FC Izegem 1er titre en Promotion (D4)
- Champion B: >VC Jong Lede 1er titre en Promotion (D4)
- Champion C: WS Beverst 1er titre en Promotion (D4)
- Champion D: R. Wavre Sport 3e titre en Promotion (D4)
- Vingtième titre en Promotion (D4) pour la Province de Brabant
- Neuvième titre en Promotion (D4) pour la Province de Flandre occidentale
- Quinzième titre en Promotion (D4) pour la Province de Flandre orientale
- Quatorzième titre en Promotion (D4) pour la Province de Limbourg

| Région flamande (0)             | Région flamande (0) | Province de Brabant (0)      | Province de Brabant (0) | Région wallonne (0)    | Région wallonne (0) |
| ------------------------------- | ------------------- | ---------------------------- | ----------------------- | ---------------------- | ------------------- |
| Province d'Anvers               | 0                   | Région de Bruxelles-Capitale | 0                       | Province de Hainaut    | 0                   |
| Province de Flandre-Occidentale | 0                   | Province du Brabant flamand  | 0                       | Province de Liège      | 0                   |
| Province de Flandre-Orientale   | 0                   | Province du Brabant wallon   | 0                       | Province de Luxembourg | 0                   |
| Province de Limbourg            | 0                   |                              |                         | Province de Namur      | 0                   |

1. ↑  Au niveau footballistique, la province de Brabant est toujours unitaire malgré sa partition territoriale en 1995.

### Admission en D3 / Relégation de D3
Les quatre champions (Beverst, Izegem, Lede et Wavre Sport ) sont promus en Division 3, d'où sont relégués Bastogne, Herentals, le Stade Louvain et le RC Tournai.
Deux ans après la création de la Ligue professionnelle, la Division 1 est réduite de 19 à 18 clubs. La D2, la D3 et la Promotion s'adaptent, il y a donc un descendant supplémentaire par niveau. C'est la K. AV Dendermonde qui est le 5e relégué de Division 3.

#### Relégations vers les séries provinciales
13 clubs sont relégués vers le 5e niveau désormais appelé « Première provinciale ».
| Clubs                                    |   | Provinces                       |
| ---------------------------------------- | - | ------------------------------- |
| VC Gierle                                | ⇒ | Province d'Anvers               |
| R. SCUP Jette, Ourodenberg Sport         | ⇒ | Province de Brabant             |
| K. FC Meulebeke                          | ⇒ | Province de Flandre-Occidentale |
| VV Eendracht Aalter, FC Denderleeuw      | ⇒ | Province de Flandre-Orientale   |
| R. SC Boussu-Bois, R. Excelsior Mouscron | ⇒ | Province de Hainaut             |
| R. Aubel FC, JS Vivegnis                 | ⇒ | Province de Liège               |
| Kabouters Opglabeek                      | ⇒ | Province de Limbourg            |
| R. Jeunesse Arlonaise, R. SC Athusien    | ⇒ | Province de Luxembourg          |
|                                          | ⇒ | Province de Namur               |

#### Montées depuis les séries provinciales
12 clubs sont admis en « Promotion » (4e niveau) depuis le 5e niveau appelé « Première provinciale ».
| Provinces                       | Montant                           |
| ------------------------------- | --------------------------------- |
| Province d'Anvers               | Cappellen FC KM, K. Wuustwezel FC |
| Province de Brabant             | R. CS La Forestoise, Wolvertem SC |
| Province de Flandre-Occidentale | SK Oostnieuwkerke                 |
| Province de Flandre-Orientale   | KM SK Deinze                      |
| Province de Hainaut             | URS du Centre                     |
| Province de Liège               | R. Blégny FC, R. Prayon FC        |
| Province de Limbourg            | K. Bilzerse VV                    |
| Province de Luxembourg          | Racing Athletic Florenvillois     |
| Province de Namur               | Wallonia Association Namur        |

## Débuts en Promotion
Quatre clubs évoluent pour la première fois en Promotion et en séries nationales. Ils portent à 249 le nombre de cercles différents ayant évolué à ce niveau et à 349 le nombre de formations à avoir passé au moins une saison en nationale.
- VC Gierle est le 44e club anversois à évoluer à ce niveau.
- JS Vivegnis est le 36e club liégeois à évoluer à ce niveau.
- Vlijtingen V&V est le 23e club limbourgeois à évoluer à ce niveau.
- R. Gembloux Sport est le 13e club namurois à évoluer à ce niveau.

## Changement de nom
- Le 1er juillet 1976, le White Star Beverst change son appellation officielle et devient le Wit-Ster Beverst.